# Lars Moberg (kyrkomusiker)
Lars Gustav Lennart Moberg, född 21 december 1933 i Katarina församling, Stockholm, död 1 november 2009 Stora Tuna socken, Dalarnas län, var en svensk kyrkomusiker och tonsättare. Han var bland annat organist i Hagakyrkan i Stora Tuna församling (Borlänge) och tonsatte bland annat psalmerna Min Frälsare lever och Var inte rädd.